# Виццони, Никола
Никола Виццони (итал. Nicola Vizzoni; род. 4 ноября 1973, Пьетразанта, Тоскана) — итальянский легкоатлет, специалист по метанию молота. Выступал на профессиональном уровне в 1991—2018 годах, серебряный призёр летних Олимпийских игр в Сиднее, обладатель серебряной медали чемпионата Европы, чемпион Универсиады и Средиземноморских игр, 14-кратный чемпион Италии.

## Биография
Никола Виццони родился 4 ноября 1973 года в коммуне Пьетрасанта провинции Лукка.
Впервые заявил о себе на международном уровне в сезоне 1991 года, когда вошёл в состав итальянской сборной и выступил на юниорском европейском первенстве в Салониках, где в зачёте метания молота стал восьмым.
В 1992 году в той же дисциплине показал пятый результат на юниорском мировом первенстве в Сеуле.
Будучи студентом, в 1995 году представлял Италию на Всемирной Универсиаде в Фукуоке — метнул молот на 70,70 метра и занял итоговое 13-е место.
В 1997 году был пятым на Средиземноморских играх в Бари и на Универсиаде в Катании, выступил на чемпионате мира в Афинах.
В 1998 году впервые стал чемпионом Италии, метал молот на чемпионате Европы в Будапеште.
В 1999 году стал четвёртым на Кубке Европы в Париже, пятым на Универсиаде в Пальме, вторым на Всемирных военных играх в Загребе, седьмым на чемпионате мира в Севилье.
Благодаря череде удачных выступлений в 2000 году удостоился права защищать честь страны на летних Олимпийских играх в Сиднее — в финале метания молота показал результат 79,64 метра и завоевал серебряную олимпийскую медаль, уступив только поляку Шимону Зюлковскому. За это выдающееся достижение по итогам сезона был награждён орденом «За заслуги перед Итальянской Республикой» в степени офицера.
В 2001 году был вторым на Кубке Европы в Бремене, четвёртым на чемпионате мира в Эдмонтоне и на Играх доброй воли в Брисбене, одержал победу на Универсиаде в Пекине и на Средиземноморских играх в Тунисе. При этом на домашних соревнованиях в Формии установил свой личный рекорд в метании молота — 80,50 метра.
В 2002 году участвовал в чемпионате Европы в Мюнхене, в финал не вышел.
В 2003 году победил на Европейском вызове по зимним метаниям в Джоя-Тауро, стал пятым на Кубке Европы во Флоренции, выступил на чемпионате мира в Париже.
В 2004 году занял третье место на Кубке Европы в Быдгоще и девятое место на Олимпиаде в Афинах.
В 2005 году среди прочего был четвёртым на Кубке Европы во Флоренции и на Средиземноморских играх в Альмерии, метал молот на чемпионате мира в Хельсинки.
В 2006 году показал седьмой результат на Кубке Европы в Малаге и восьмой результат на чемпионате Европы в Гётеборге.
В 2007 году отметился выступлением на чемпионате мира в Осаке, выиграл серебряную медаль на Всемирных военных играх в Хайдарабаде.
В 2008 году стал вторым на Кубке Европы в Анси. На Олимпийских играх в Пекине с результатом 75,01 метра в финал не вышел.
В 2009 году взял бронзу на Кубке Европы по зимним метаниям в Лос-Реалехосе, превзошёл всех соперников на командном чемпионате Европы в Лейрии и на Средиземноморских играх в Пескаре, занял девятое место на чемпионате мира в Берлине.
В 2010 году выиграл Кубок Европы по зимним метаниям в Арле, стал вторым на командном чемпионате Европы в Бергене, завоевал серебряную награду на чемпионате Европы в Барселоне — уступил здесь словаку Либору Харфрайтагу.
На чемпионате мира 2011 года в Тэгу в финале метнул молот на 77,04 метра и занял итоговое восьмое место.
В 2012 году показал пятый результат на чемпионате Европы в Хельсинки и седьмой результат на Олимпийских играх в Лондоне.
В 2013 году стал бронзовым призёром на Средиземноморских играх в Мерсине. Принимал участие в чемпионате мира в Москве, где с результатом 77,61 метра занял в финале шестое место.
На чемпионате Европы 2014 года в Цюрихе показал в финале 11-й результат.
Завершил спортивную карьеру по окончании сезона 2018 года.